# مسجد جامع باکو (شهر قدیمی)
مسجد جامع باکو (به ترکی آذربایجانی- Bakı cümə məscidi)- مسجدی است که در بخش شهر قدیمی باکو قرار گرفته و از اهمیت ویژه ای برخوردار می‌باشد.

## تاریخ مسجد
در کتیبه حک شده روی دیوار مسجد، دربارهٔ ساخت این بنا آمده‌است: «امیر شرف الدین محمود» در ماه رجب سال ۷۰۹ هجری قمری دستوری جهت بازسازی این ساختمان داده‌است.
«سارا آشّوربیگلی» در کتاب «دولت شروان‌شاهان» در مورد کتیبه مذکور نوشته‌است: «در کتیبه نوشته شده به زبان عربی بر روی دیوار جنوبی مسجد واقع در قلعه باکو حکایت از مرمت شدن آن دارد. آنجا نام «امیر شرف الدین محمود» و سال ۷۰۹ نوشته شده‌است. ظاهراً مسجد در آن تاریخ بازسازی شده و گشترش یافته‌است».
ادعا می‌شود که مسجد جامع باکو در خاک معبد آتشگاه ساخته شده‌است.
مسجد در سال ۱۰۲۴ هجری قمری ساخته شده‌است.
مسجد در سال ۱۸۹۹ تخریب گشته و در جای آن مسجد تازه ای از سوی «حاج شیخ علی داداشف» میلیونر خیّر باکوی احداث شده‌است.

## دربارهٔ مسجد
طرح بغرنج ساخت و ساز مسجد نمایان دهندهٔ این است که این مسجد در چند مرحله ای بنا شده و در قلمروی محدودی که اطراف آن با خانه‌های مسکونی محصور شده‌است، گسترش یافته‌است. سالن عبادت مربعی شکل در جنوب و مناره ای واقع در شمال مسجد، اجزاء اصلی ستون آن می‌باشند. فی‌مابین آنها حیاط‌های درونی زیادی وجود دارند.
قدیمی‌ترین بخش مسجد تالار عبادت آن محسوب می‌شود. گنبد مسجد مخروطی شکل است که با آثار معماری دوران سلجوقیان شباهت دارد. اینکه در آرایش مسجد کاشیکاری زیاد مورد استفاده قرار نگرفته‌است، نشانگر سبک معماری آن روزگار می‌باشد. این اثر معماری فعلی که در قرون وسطی مثل مدرسه نیز فعالیت داشته‌است، یکی از حجره‌های باقی‌مانده از مسجد جامع است. حجره‌های مذکور در قرن ۱۵ با هدف آموزش و پرورش بنا شده‌اند. بنابر گسترش خیابان «آ. زینال‌لی» و کارهای ساخت و ساز جاده، حجره‌های مسجد تخریب شده و یکی از حجره‌های تخریب نشده نیز به مدرسهٔ تبدیل شده‌است.

## مناره
مناره مسجد در سال ۱۴۳۷ به شکل چکنده‌سنگ ساخته شده ست. عمودیت مناره و مخروطی شکلی گنبد حاکی از پیشرفت هنر معماری می‌باشد و عنصر نوآورانه‌ای به نمای مسجد به ارمغان می‌آورد. این نوع سبک معماری همانند آثار معماری مجتمع کاخی شروانشاهان می‌باشد.
تاریخ مناره به دوران بیش از احداث مسجد برمی‌گردد. در کتیبهٔ روی سنگ پایهٔ مناره که در نتیجه کاوش‌های باستان‌شناسی یافته شده‌است، متنی نوشته شده از سوی سلطان محمد خدابنده الجایتو، رهبر دولت ایلخانان حک شده‌است.

## مسجد جمعه

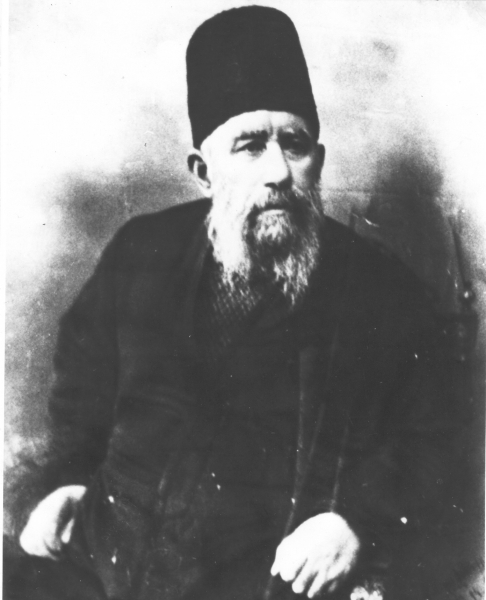
حاج شیخ علی داداشف

در سال ۱۸۹۹، میلیونر باکوی، نیکوکار «حاج شیخ علی داداشف» با منظور امور خیریه در جای باقی مانده‌های مسجد جامع، مسجد کاملاً جدیدی به نام مسجد جمعه ساخت.
این مسجد در دوران شوروی سابق به عنوان موزهٔ فرش فعالیت می‌کرد. از سال ۱۹۹۰ مجدداً به مسجد تبدیل شده و در سال ۲۰۰۸ با تخصیص هزینه از بودجه جمهوری آذربایجان بازسازی شد.

## نگارخانه

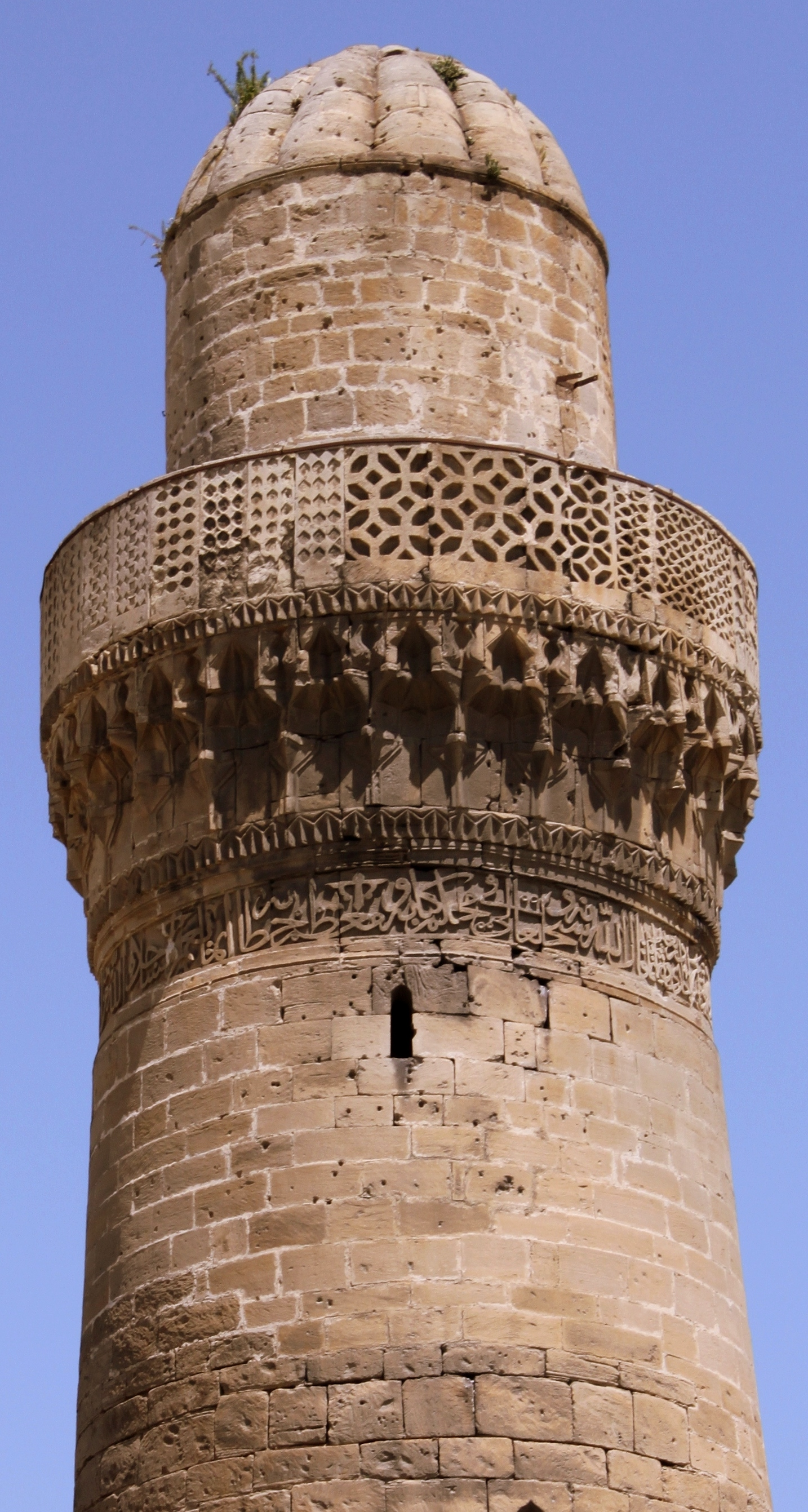
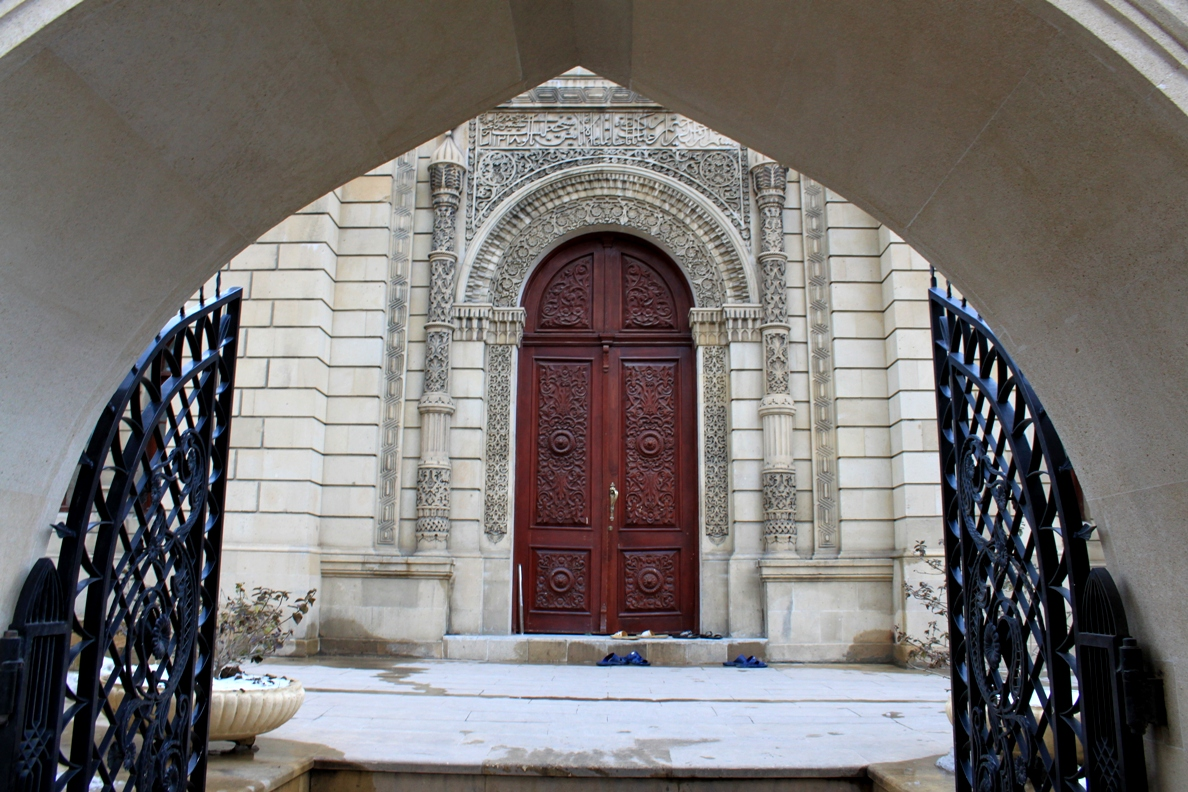
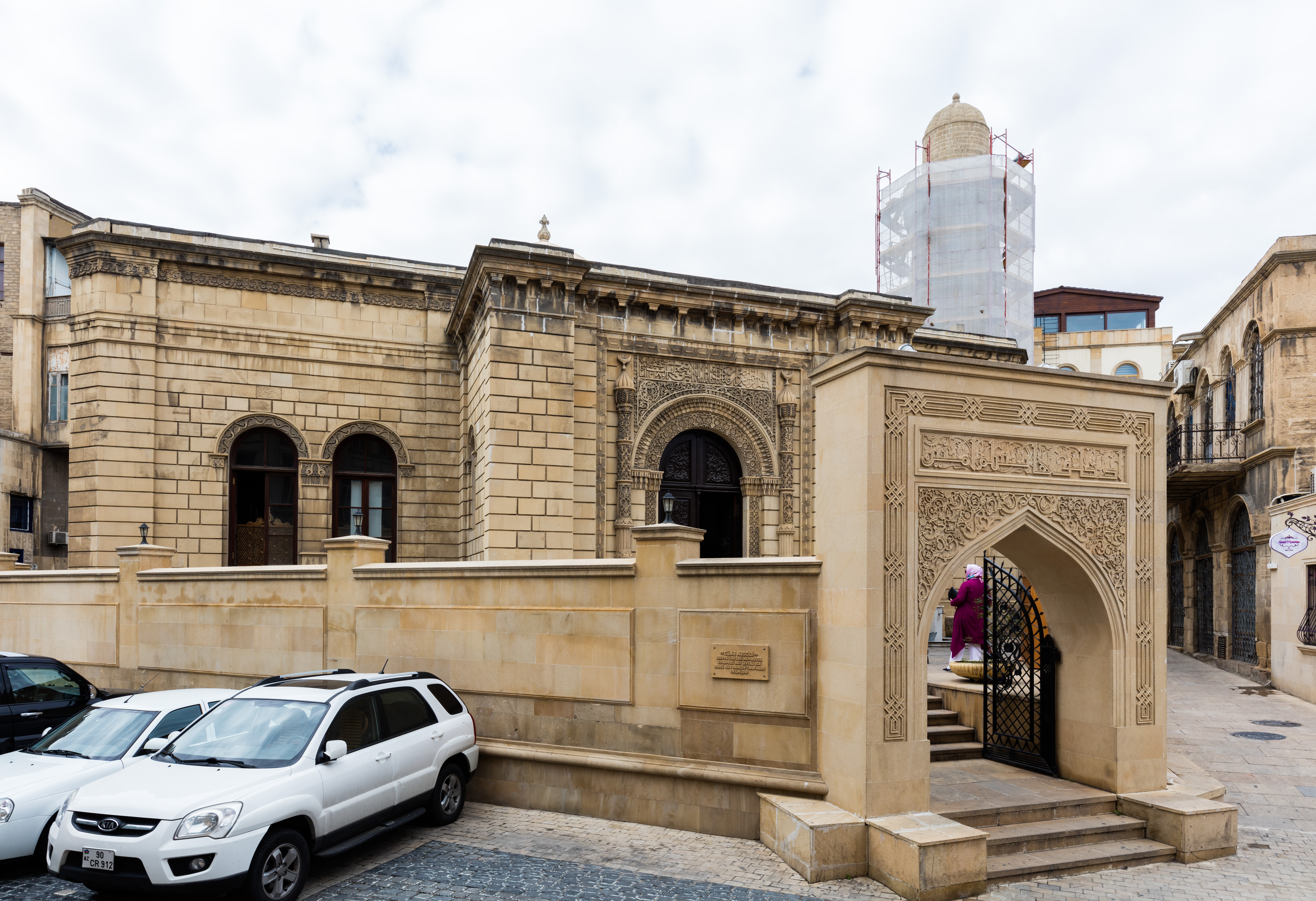
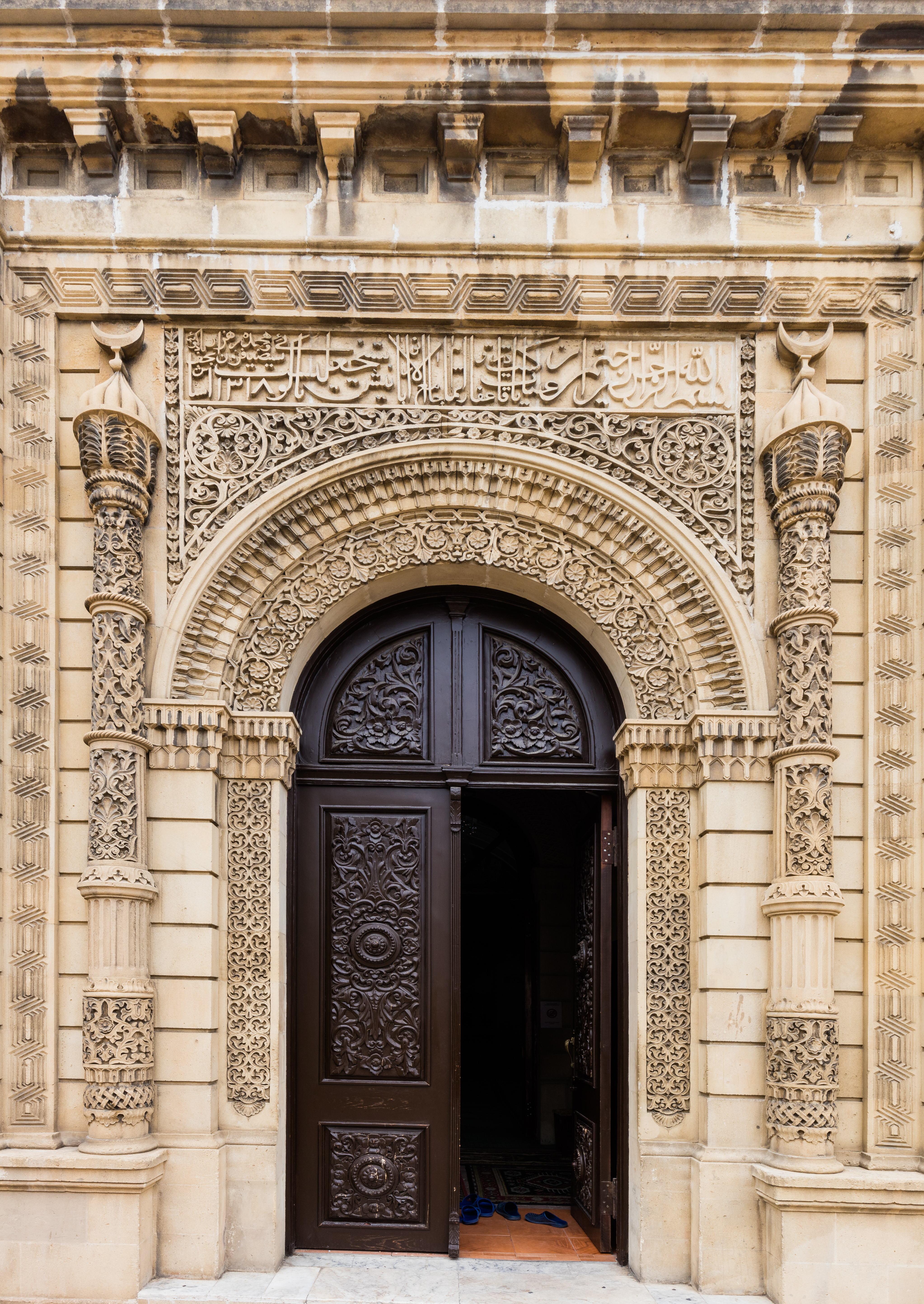
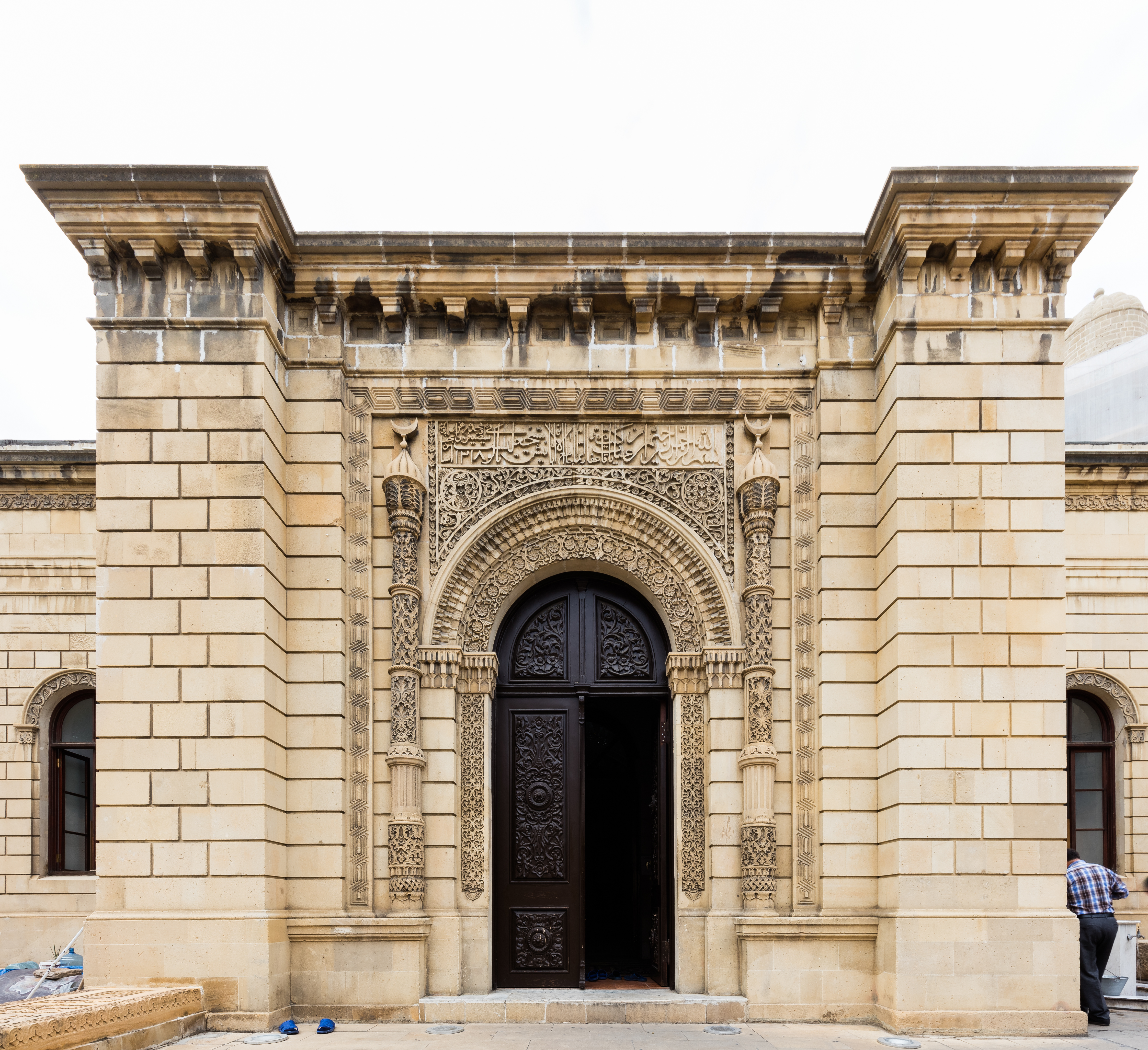
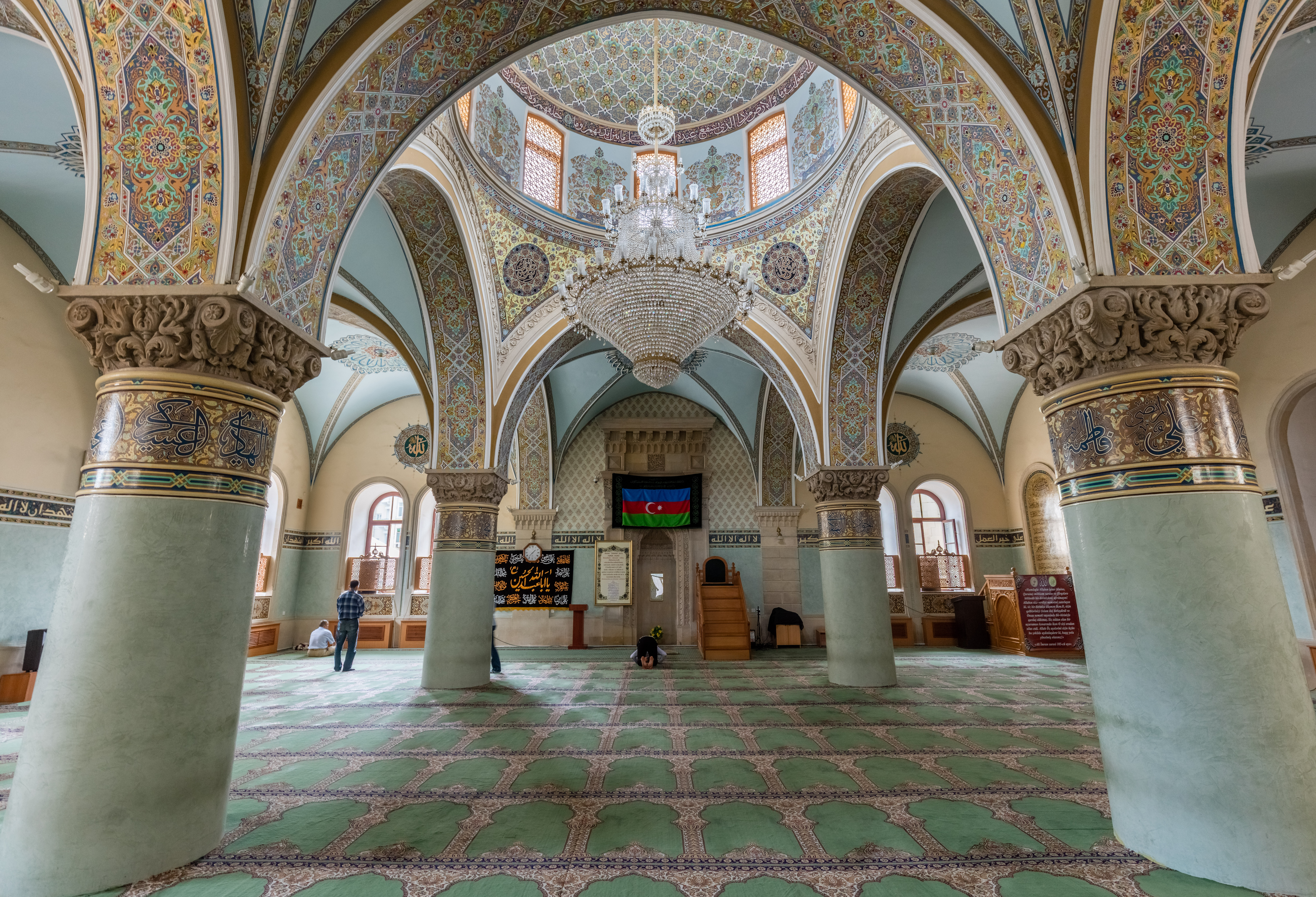
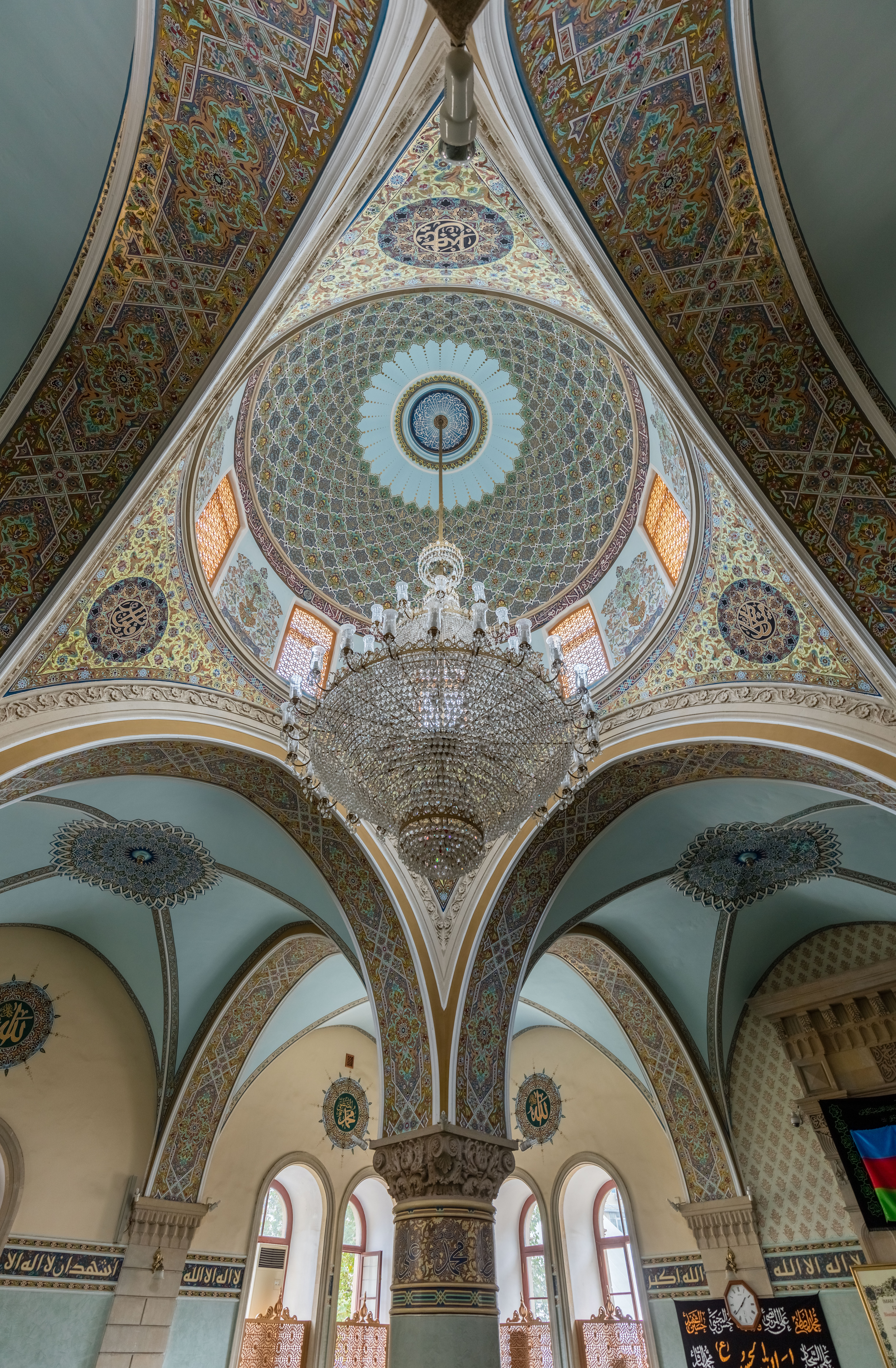
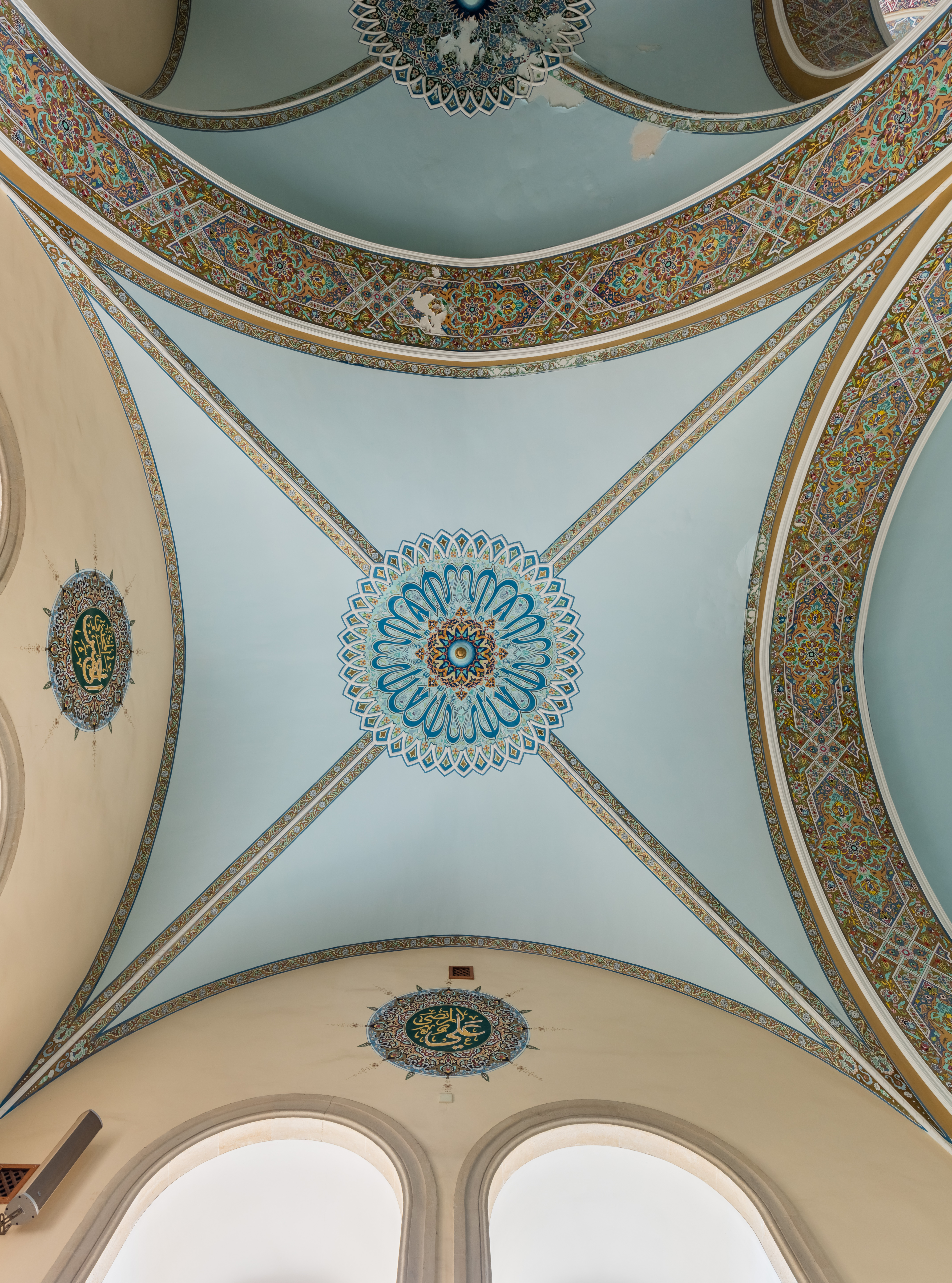